# Siachen Muztagh
Siachen Muztagh to grupa górska w łańcuchu Karakorum. Większość jest kontrolowana przez Indie. Grupa znajduje się na terytorium Dżammu i Kaszmiru, który jest terenem spornym między Indiami, Chinami i Pakistanem. Na północ znajduje się lodowiec Siachen, jeden z najdłuższych lodowców poza biegunami. Najwyższy szczyt to Teram Kangri.